# Józef Danielewicz
Józef Danielewicz (ur. 6 grudnia 1880 w Kościanach, zm. 26 stycznia 1941 w Piotrkowie Trybunalskim) – włókniarz, działacz PPS, członek Rady Miejskiej w Łodzi, senator II kadencji II RP.
Ukończył szkołę ludową od 1896 zatrudniony w fabryce Heinzla i Kunitzera w Łodzi. W 1910 został inkasentem firmy Singer. Od 1898 działał w PPS, w 1906 organizator nielegalnego Związku Zawodowego Robotników Przemysłu Włóknistego. W 1906 znalazł się również w gronie członków PPS-Frakcji Rewolucyjnej. Wielokrotnie zatrzymywany i aresztowany w latach 1908–1910 przebywał na zasłaniu na Syberii. Od 1918 we władzach PPS, od 1926 członek Rady Naczelnej PPS. W latach 1919–1931 zasiadał jako członek Rady Miejskiej w Łodzi. W 1928 z listy nr 2 zostaje wybrany senatorem RP w czasie pracy senatu wchodzi w skał komisji regulaminowej. Kandyduje ponownie w 1930 nie zostaje jednak wybrany. 16 stycznia 1935 składa ślubowanie i zajmuje miejsce zmarłego w 1934 senatora Stefana Kopcińskiego. 
Od 1931 pracuje w łódzkim Magistracie, w 1933 został odznaczony Krzyżem Niepodległości. Od 1937 przebywał na emeryturze, aktywny członek Stowarzyszenia byłych Więźniów Politycznych. W czasie II wojny światowej w styczniu 1940 został wysiedlony z Łodzi przez Niemców, zamieszkał w Piotrkowie Trybunalskim gdzie rok później zmarł. 